# Kürtcsigafélék
A kürtcsigafélék (Buccinidae) a csigák (Gastropoda) osztályába és a Sorbeoconcha rendjébe tartozó család.

## Előfordulásuk
A kürtcsigafélék világszerte elterjedtek. Az állatok megtalálhatók a Jeges-tengertől a trópusi tengereken keresztül, egészen a Déli-óceánig. Az árapálytérségtől a nyílt tenger határáig fellelhetők. A legtöbb faj a szilárd aljzatot kedveli, de vannak amelyek homokba ássák magukat.
A családban több, mint 1500 faj van, ezek közül a legtöbb tengeri állat, csak kevés nem alkalmazkodott az édesvízi élethez, ilyen például a Clea.

## Rendszerezésük
A családba az alábbi alcsaládok, nemzetségek és nemek tartoznak (2005-ben Bouchet és Rocroi átdolgozták a csigák rendszertanát; ennek következtében a kürtcsigafélék családja manapság 6 alcsaládból áll; az alábbi lista nem teljes):
- Buccininae alcsalád; Rafinesque, 1815
  - Ancistrolepidini nemzetség; Habe & Sato, 1973
    - Ancistrolepis Dall, 1895

  - Buccinini nemzetség; Rafinesque, 1815
    - Buccinum Linnaeus, 1758

  - Buccinulini nemzetség; Finlay, 1928
    - Buccinulum Deshayes, 1830

  - Colini nemzetség; Gray, 1857 - szinonimák: Neptuneinae Stimpson, 1865; Chrysodominae Dall, 1870; Pyramimitridae Cossmann, 1901; Truncariinae Cossmann, 1901; Metajapelioninae Gorychaev, 1987
    - Colus Röding, 1798
    - Neptunea Röding, 1798 - szinonimája: Chrysodomus Swainson, 1840
    - Truncaria Adams & Reeve, 1850

  - Cominellini nemzetség; Gray, 1857
    - Cominella Gray, 1850

  - Liomesini nemzetség; P. Fischer, 1884 - szinonimája: Buccinopsidae G. O. Sars, 1878 (inv.)
    - Liomesus Stimpson, 1865

  - Parancistrolepidini nemzetség; Habe, 1972 - szinonimája: Brevisiphoniinae Lus, 1973
    - Parancistrolepis Azuma, 1965

  - Prosiphonini nemzetség; Powell, 1951
    - Prosipho Thiele, 1912

  - Volutopsiini nemzetség; Habe & Sato, 1973
    - Volutopsius Mörch, 1857

- Beringiinae alcsalád; Golikov & Starobogatov, 1975
  - Beringion
  - Beringius Dall, 1887

- Busyconinae alcsalád; Wade, 1917 (1867)
  - Busyconini nemzetség; Wade, 1917 (1867) - szinonimája: Fulgurinae Stoliczka, 1867
    - Busycon Röding, 1798

  - Busycotypini nemzetség; Petuch, 1994
    - Busycotypus Wenz, 1943

- Donovaniinae alcsalád; Casey, 1904 - szinonimája: Lachesinae L. Bellardi, 1877 (inv.)

- Pisaniinae alcsalád; Gray, 1857 - szinonimák: Photinae Gray, 1857; Pusiostomatidae Iredale, 1940
  - Pisania Bivona, 1832

- Siphonaliinae alcsalád; Finlay, 1928 - szinonimája: Austrosiphonidae Cotton & Godfrey, 1938
  - Siphonalia A. Adams, 1863

- incertae sedis
  - Aeneator Finlay, 1927
  - Afer Conrad, 1858
  - Afrocominella Iredale, 1918
  - Americominella Klappenbach & Ureta, 1972 - szinonimája: Echinosipho Kaiser 1977
  - Anna Risso, 1826
  - Anomacme Strebel, 1905
  - Anomalosipho Dautzenberg & H. Fischer, 1912
  - Antarctodomus A. Adams, 1863
  - Antarctoneptunea Dell, 1972
  - Antillophos Woodring, 1928
  - Antistreptus Dall, 1902
  - Atractodon Charlesworth, 1837
  - Aulacofusus Dall, 1918
  - Austrofusus Kobelt, 1879
  - Bailya M. Smith, 1944
  - Barbitonia Dall, 1916
  - Bartschia Rehder, 1943
  - Bathyancistrolepis Habe & Ito, 1968
  - Bathybuccinum Golikov & Sirenko, 1989
  - Bathydomus Thiele, 1912
  - Bayerius Olsson, 1971
  - Belomitra P.Fischer, 1882
  - Beringion Habe & Ito, 1965
  - †Boreokelletia Anderson, 1964
  - Buccipagoda Ponder, 2010 - szinonimája: Kapala Ponder, 1982
  - Burnupena Iredale, 1918
  - Caducifer Dall, 1904
  - Calliloncha Lus, 1978
  - Cancellopollia Vermeij & Bouchet, 1998
  - Cantharus Röding, 1798
  - Cavineptunea Powell, 1951
  - Chauvetia Monterosato, 1884
  - Chickcharnea Petuch, 2002
  - Chlanidota Martens, 1878
  - Chlanidotella Thiele 1929
  - Chlanificula Powell, 1958
  - Clea A. Adams, 1855
  - Clinopegma Grant & Gale, 1931
  - Clivipollia Iredale, 1929
  - Corneobuccinum Golikov & Gulbin, 1977
  - Costaria Golikov, 1977
  - Crassicantharus Ponder, 1972
  - Crenatosipho Linse, 2002
  - Drepanodontus Harasewych & Kantor, 2004
  - Engina Gray, 1839
  - Enginella Monterosato, 1917
  - Engoniophos Woodring, 1928
  - Enigmatocolus Fraussen, 2008[2]
  - Eosipho Thiele, 1929
  - Euthrenopsis Powell, 1929
  - Euthria M. E Gray, 1850
  - Euthriostoma Marche-Marchard & Brebion, 1977
  - Falsilatirus Emerson & Moffitt, 1988
  - Falsimohnia Powell, 1951
  - Falsitromina Dell, 1990
  - Fascinus Hedley, 1903
  - Fax Iredale, 1925
  - Fusinella Thiele, 1917
  - Fusipagoda Habe & Ito, 1965
  - Gemophos Olsson & Harbison 1953
  - Germonea Harasewych & Kantor, 2004
  - Glaphyrina Finlay, 1927
  - Glypteuthria Strebel, 1905
  - Godfreyena Iredale, 1934
  - †Golikovia Habe & Sato, 1972
  - Habevolutopsius Kantor, 1983
  - Harpofusus Habe & Ito, 1965
  - Helicofusus Dall, 1916
  - Hesperisternia Gardner, 1944
  - Hindsia A. Adams, 1855
  - Iredalula Finlay, 1926
  - Japelion Dall, 1916
  - Japeuthria Iredale, 1918
  - Jerrybuccinum Kantor & Pastorino, 2009
  - Kanamarua Kuroda, 1951
  - Kelletia Fischer, 1884
  - Kryptos Dautzenberg & Fischer, 1896
  - Latisipho Dall, 1916
  - Limatofusus Vaught, 1989
  - Lirabuccinum Vermeij, 1991
  - Lusitromina Harasewych & Kantor, 2004
  - Lussivolutopsius Kantor, 1983
  - Manaria E. A. Smith, 1906
  - Metaphos Olsson, 1964
  - Meteuthria Thiele, 1912
  - Metula H. & A. Adams, 1853
  - Mohnia Friele in Kobelt, 1879
  - Monostiolum Dall, 1904
  - Muffinbuccinum Harasewych & Kantor, 2004
  - Nassaria Dall, 1916
  - Neancistrolepis Habe & Sato, 1972
  - Neoberingius Habe & Ito, 1965
  - Neobuccinum Smith, 1877
  - Neoteron Pilsbry & Lowe, 1932
  - Northia Gray, 1847
  - Ornatoconcha Lus, 1987
  - Ovulatibuccinum Golikov & Sirenko, 1989
  - Parabuccinum Harasewych, Kantor & Linse, 2000
  - Paracalliloncha Lus, 1987
  - Paranotoficula Kantor & Harasewych, 2008
  - Pararetifusus Kosuge, 1967
  - Pareuthria Strebel, 1905
  - Parficulina Powell, 1958
  - Parviphos Sarasua, 1984
  - Penion Fischer, 1884
  - Phaenomenella Fraussen, 2006
  - Phos Montfort, 1810
  - Plicibuccinum Golikov & Gulbin, 1977
  - Plicifusus Dall, 1902
  - Pollia Gray, 1834
  - Preangeria K. Martin, 1921
  - Probuccinum Thiele, 1912
  - Prodotia Dall, 1924
  - Proneptunea Thiele, 1912
  - Pseudoliomesus Habe & Sato, 1972
  - Pseudoneptunea Kobelt, 1882
  - Ptychosalpinx Gill, 1868
  - Pusio Gray, 1833
  - Pyrolofusus Friele, 1882
  - Reticubuccinum Ito & Habe, 1980
  - Retimohnia McLean, 1995
  - Savatieria Rochebrune & Mabille, 1885
  - Searlesia Harmer, 1914
  - Serratifusus Darragh, 1969
  - Siphonofusus Kuroda & Habe, 1952
  - Solenosteira Dall, 1890
  - Spikebuccinum Harasewych & Kantor, 2004
  - Steye Faber, 2004
  - Tacita Lus, 1971
  - Tasmeuthria Iredale, 1925
  - Thalassoplanes Dall, 1908
  - Tomlinia Peile, 1937
  - Trajana Gardner, 1948
  - Troschelia Mörch, 1876
  - Turrisipho Dautzenberg & Fischer, 1912
  - Volutharpa Fischer, 1856

### Fordítás
- Ez a szócikk részben vagy egészben  a   Buccinidae című angol Wikipédia-szócikk fordításán alapul.  Az eredeti cikk szerkesztőit annak laptörténete sorolja fel. Ez a jelzés csupán a megfogalmazás eredetét és a szerzői jogokat jelzi, nem szolgál a cikkben szereplő információk forrásmegjelöléseként.

## További irodalom
- Hayashi S. (2005). "The molecular phylogeny of the Buccinidae (Caenogastropoda: Neogastropoda) as inferred from the complete mitochondrial 16S rRNA gene sequences of selected representatives". Molluscan Research 25(2): 85-98. abstract PDF
- The Seashells of New South Wales : Buccinidae
- Arthur William Baden Powell|Powell A. W. B., New Zealand Mollusca, HarperCollins|William Collins Publishers Ltd, Auckland, New Zealand 1979 ISBN 0-00-216906-1
- Glen Pownall, New Zealand Shells and Shellfish, Seven Seas Publishing Pty Ltd, Wellington, New Zealand 1979 ISBN 0 85467 054 8
- Checklist of Mollusca
- OBIS[halott link]
- Obis Indo-Pacific Molluscan Database : Buccinidae
- Worldwide Malacological Catalog : Buccinidae[halott link]
- Bouchet Ph. & Waren A. (1985). „Mollusca Gastropoda : Taxonomical notes on tropical deep water Buccinidae with”. Musé. Natn. His. Nat. Paris; Sér. A, Zoologie 133, 457–518. o.